# Новик (корвет)
Нови́к (рус. дореф. Новикъ) — 11-пушечный парусно-винтовой корвет Российского Императорского флота типа «Боярин» («Боярин», «Новик», «Медведь», «Посадник», «Гридень», «Воевода», «Вол», «Рында», «Зубр», «Рысь», «Удав», «Буйвол», «Вепрь», «Волк»).).

## Постройка
Корвет заложен 9 октября 1855 года по подряду с Кудрявцевым на Охтинской (старой) верфи в Санкт-Петербурге, под наблюдением капитана 2-го ранга И. А. Шестакова. Строитель и разработчик чертежа поручик корпуса корабельных инженеров А. А. Иващенко, помощник строителя Л. Г. Шведе. Корвет спущен на воду 10 июня 1856 года и укомплектован в ноябре того же года. Стоимость постройки корпуса составляла 123 949 рублей 19,5 копеек.

## Конструкция

### Корпус
Корпус набран из дуба, частично лиственницы и сосны. Крепление подводной части — медное, надводной — железное. Водоизмещение: 885 тонн, полное — 903 тонны. Длина по ватерлинию 49,8 метра, наибольшая — 53,6 метра. Ширина на миделе — 9,73 метра, наибольшая — 9,9 метра. Наибольшая осадка — 4,0 метра.

### Паровая машина
Два котла, двухцилиндровая паровая машина 200 нарицательных л. с. петербургского «Гальванопластического литейного и механического» завода Фуллона. Позже была заменена на новую паровую машину в 160 нарицательных л. с., сделанную в 1861 году в Англии на заводе Гомфрейса. Новая машина стоила 71 910 рублей 99 копеек.
Движителем являлись как паруса, так и двухлопастный медный подъемный гребной винт системы Смита. Ход под парами до 9,5 морских узлов.

### Вооружение
Вооружение составляли одиннадцать 36-фунтовых (173 мм) пушек.

## Служба
В 1857 году корвет «Новик» под командованием капитан-лейтенанта Ф. Г. Стааля в составе 1-го Амурского отряда, состоящего из двух корветов и трёх клиперов под общим командованием капитана 1-го ранга Д. И. Кузнецова перешёл из Балтики вокруг мыса Доброй Надежды в устье Амура. В экспедиции принял участие и будущий начальник гидрографической экспедиции Балтийского моря Е. В. Березин.
18 июня (30 июня) 1859 года шлюпка с «Новика», отыскивающая партию топографов, встретила у выхода из Гамеленова пролива (англ. Hamelin Strata ныне Босфор Восточный) пароходо-корвет «Америка», возвращающийся из Японии, с отрядом кораблей генерал-губернатора Восточной Сибири графа Н. Н. Муравьева-Амурского в составе, корвета «Воевода», транспортов «Манджур» и «Японец», и направляющийся в южные гавани. После недолгой стоянки, «Новик» под командованием лейтенанта Н. В. Копытова совместно с транспортами «Манджур» и «Японец» зашёл и описал бухту острова Русский (в то время англ. Port Deans Dundas, ныне бухта Новик) и продолжил следовать в залив Посьета для встречи с «Америкой» и «Воеводой» там, чтобы помочь экспедиции К. Ф. Будогосского. В течение двух дней экипажами всех кораблей производился промер глубин у входа в гавань, и велись наблюдения за приливами и отливами. 25 июня корабли ушли из залива в Империю Цин.
Далее корвет ходил к устью реки Раздольной.
В августе 1859 года корвет «Новик» с отрядом кораблей, в составе: фрегата «Аскольд», пароходо-корвета «Америка», корветов «Рында», «Гридень», «Воевода», клиперов «Пластун» и «Джигит» совершил визит в Эдо с дипломатической миссией графа Н. Н. Муравьёва-Амурского
Во время перехода на Балтику эскадра адмирала А. А. Попова посетила Полинезию, прошла Магелланов пролив и совершила ряд заходов в порты Южной Америки. В Монтевидео на корабль пришёл судовой врач А. В. Вышеславцев. Экипаж стал свидетелем взрыва клипера «Пластун». В августе 1860 года корвет под командованием капитан-лейтенанта М. Я. Федоровского с корветом «Рында» вернулся Кронштадт, таким образом завершив кругосветное плавание. После этой экспедиции Вышеславцев А. В. издал книгу «Очерки пером и карандашом из кругосветного плавания».
Корабль встал на ремонт в Кронштадтском порту, руководил ремонтом старший судостроитель М. М. Окунев. На шхуну была установлена новая паровая машина низкого давления производства английского завода Гомфрейса в 160 нарицательных сил. Её стоимость составила 71910 рублей 99 копеек.
В середине ноября 1861 года корвет под командованием капитан-лейтенанта К. Г. Скрыплёва в составе 2-го Амурского отряда под общим командованием капитана 1-го ранга А. А. Попова вновь вышел на Дальний Восток. И в 1862 году корабль пришёл на Дальний Восток.
С 12 августа по 15 октября 1862 года с экспедицией В. М. Бабкина были проведены гидрографические исследования в северо-западной части залива Петра Великого. Была исследована и нанесена на карту бухта, позже получившая название в честь участника гидрографических работ в Тихом океане капитана 2-го ранга В. А. Бойсмана.
В начале июля 1863 года корвет пришел в Шанхай для ремонта. После того как с корабля сгрузили якорные цепи, вооружение и запасной такелаж, На рассвете 7 (19) июля лоцман Смит ввел корабль в док. Корабль пробыл в Шанхае до конца июля. Далее корабль включили в экспедицию Тихоокеанской эскадры к западному побережью Северной Америки контр-адмирала А. А. Попова, в составе — корветов «Богатырь», «Калевала», «Рында», клиперов «Гайдамак» и «Абрек». 1 (13) августа как только командующий эскадрой сошел с корвета, «Новик» взял курс на Нагасаки.
По ходу, 5 августа с «Новика» оказали помощь терпящему бедствие американскому судну, взяв его на буксир и доставив в Нагасаки. Во время стоянки, члены экипажа помогали в замене котлов на пароходо-корвете «Америка». 10 августа контр-адмирал А. А. Попов посетил «Новик», и отдал распоряжения сняться с якоря и идти в Хакодате для пополнения припасов, и далее, 18 августа первым уйти к Сан-Франциско.

### Крушение и спасение

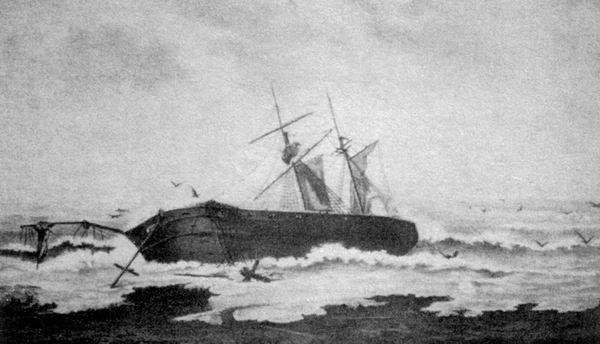
Разбитый волнами остов «Новика»

Ближе к полуночи 14 (26) сентября 1863 года — на пост штурмана заступил лейтенант Ф. К. Авелан, заменив старшего офицера корабля лейтенанта С. П. Тыртова; далее, на подходе к Сан-Франциско, когда до берега оставалось около 30 миль, корабль попал в полосу тумана. К 5 часам, около мыса де-Лос-Рейес туман сильно сгустился, и из-за этого видимость не превышала нескольких шагов. Двигаясь дальше корабль сел на камни в точке с координатами: широта — 38 N. долгота — 123 W., потом корвет был разбит волнами. Члены экипажа спаслись, забрав с собой судовые документы и наиболее ценные вещи.

«В 10 минут 6 часа увидели с бака и мостика белую полосу воды перед носом, почему немедленно дали полный задний ход, но корвет не успев взять ещё заднего хода, волной буруна был выброшен на мель левым бортом к берегу. По обмере оказалось, что у форштевня 9 фут. а за кормою 12 ф., грунт песок. Тотчас же приступили к спуску гребных судов и сквозь немного прочистившийся туман увидели в 1 кабельтове берег и горы. В 1/2 6 часа остановили машину, которая все время действовала на задний ход и прекратили пары В 3/4 6 часа отправили на катере Мичмана Гертнера на берег, для того чтобы испросить помощи для нас у нашего Вице Консула в С.Франциско: отваливший катер перевернуло буруном, но ни один человек не утонул. Отдали якорь Плехт. В 1/4 7 часа спустили на воду барказ и вельбот, поставили у левого борта и начали грузить в барказ провизию.
В 1/2 7 часа срубили фок мачту, которая упала за левый борт, не причинив никому несчастья. В 3/4 7 часа отправили на берег 1 офицера, 1 гардемарина и 15 человек команды для принятия вещей бросаемых с корвета. Затем начали спускать на концах казённые деньги, провизию и паруса.
В 1/2 8 часа вельбот стоявший у борта разбило о корвет вдребезги и из 4 гребцов бывших на нём, один матрос Щетнев утонул, несмотря на немедленную помощь поданную с корвета. В 8 часов воды в корвете 40 дюймов»— Шханечный журнал корвета Новикъ, мичман Тимирев

«Штиль, ясно, по горизонту туман. В 10 часов начали выгружать багаж. В 1/2 12 часа прекратили выгрузку багажа и дали команде обедать. В 12 часов снова начали выгружать вещи из корвета.
С полдня: Штиль, ясно, по горизонту туман. В продолжении вахты выгружали вещи из корвета.
Штиль, ясно. В 1/2 5 часа палубы и баргоут корвета разнились, почему оставаться вовсе команде на корвете было опасно, почему и свезли её на берег и поместили в сделанных из парусов палатках.
При корвете остался 1 унтер-офицер и 10 человек рядовых на часах. В 7 часов сняли оставшихся часовых.»— Шханечный журнал корвета Новикъ, корпуса штурманов прапорщик Скребцов
Пешком добравшись до Сан-Квентина мичман П. Ф. Гертнер на лодке Карла Дрисколя пересёк залив Сан-Франциско и известил о печальном событии консула М. Ф. Клинковстрёма и местные власти. К месту аварии был отправлен таможенный корабль Shubrick под командованием лейтенанта Карла Скаммона с консулом и мичманом на борту. К полуночи, когда спасательный корабль подошёл, корвет уже был совершенно разбит, виднелось только днище.
Shubrick перешёл в бухту Драк, и высадил там русских моряков. Затем, двумя рейсами доставил в Сан-Франциско — 16 сентября команду из 160 моряков, и 18 сентября, после того как остов корабля был продан с аукциона на слом фирме «Чарльз Хейр» за 1700 долларов (не подлежали продаже орудия, ручное оружие и личные вещи команды) — оставшуюся часть команды. Американцы разместили больных и пострадавших при аварии 12 моряков на лечение в Морской госпиталь. Остальные разместились «Доме трезвости Хилмана» — гостинице для моряков. 3 октября за подписью капитан-лейтенанта К. Г. Скрыплёва и консула М. Ф. Клинковстрёма в местной газете было опубликовано письмо, в котором выражалась благодарность всем американцам оказавшим помощь и содействие. Также в честь команды таможенного корабля Shubrick русские офицеры дали банкет.

### Разбирательство причин крушения
Когда контр-адмирал А. А. Попов пришёл в Сан-Франциско с эскадрой, то приказом № 48 от 30 сентября 1863 года назначил комиссию по расследованию причин гибели корвета под председательством капитана 2-го ранга П. А. Чебышёва, и членами комиссии: лейтенанта Нахимова, мичмана Муханова, старшего на эскадре штурмана подпоручика Пашинникова и инженера-механика прапорщика барона В. Ф. Геймбрука.
Созданной комиссией в Сан-Франциско было установлено, что корвет «Новик» погиб вследствие очень густого тумана и, злого умысла найдено не было. Но лейтенантам Тыртову и Новосильскому приказом по эскадре № 58 от октября 1863 года был объявлен строгий выговор.
При разбирательстве причин в России, было объявлено, что капитан-лейтенант Скрыплёв К. Г. не должным образом относился к организации штурманской службы, что и повлекло за собой гибель вверенного ему корабля. Эта причина могла быть основанием к увольнению со службы, но исходя из прежних заслуг, высокого мнения о нём командующего эскадрой, ходатайства морского генерал-аудиторианта и главного командира Кронштадтского порта перед императором, а также предусмотрительных действий при крушении и эвакуации с корвета, Александром II собственноручно наложена резолюция: «Капитан-лейтенанта Скрыплёва никакому взысканию не подвергать, а впрочем быть по сему». С 29 сентября (11 октября) К. Г. Скрыплёв был назначен командиром корвета «Богатырь», вместо П. А. Чебышёва. Основная вина была возложена на старшего штурманского офицера прапорщика Скребцова, на которого было наложено взыскание в административном порядке. По одному из мнений, прапорщик ошибся не только на 30 миль по счислению по долготе, но и на 10 миль севернее по широте, но это утверждение ни доказать ни опровергнуть не удалось. Офицеров и команду «Новика» распределили по другим кораблям эскадры.
Официально из состава Российского Императорского флота «Новик» был исключён 28 декабря 1863 года (9 января 1864 года).

## Командиры
- 12.08.1857—??.??.1859 капитан-лейтенант Ф. Г. Стааль[4]
  - ??.??.1858—??.??.1859 лейтенант Н. В. Копытов (врио)
- 25.01.1860—??.??.1860 капитан-лейтенант М. Я. Федоровский
- с 13 (25) октября 1860 капитан-лейтенант К. Г. Скрыплёв

### Старшие офицеры
- ??.??.1857—??.??.1859 лейтенант Н. В. Копытов
- с 19.03.1861[13] капитан-лейтенант В. И. Збышевский
- 1861 лейтенант В. Г. Басаргин
- 14.09.1863—??.09.1863 лейтенант С. П. Тыртов

### Другие должности
- ??.??.1855—??.??.1856 лейтенант Н. В. Копытов
- ??.??.1857—??.??.1860 штурманский офицер КФШ прапорщик Н. П. Дараган[14]
- 17.11.1862—08.03.1863 мичман, с 01.01.1863 лейтенант Ф. К. Авелан
- ?—??.09.1863 лейтенант Новосильский
- ?—??.09.1863 мичман П. Ф. Гертнер
- ?—??.09.1863 мичман Тимирев
- ?—??.09.1863 старший штурманский офицер КФШ прапорщик Скребцов

## Память
- В честь корабля была названа описанная им бухта острова Русский в Приморском крае.
- Также имя корабля носит банка в Заливе Чихачёва.
- В честь командира корвета (с 1861 по 1863 гг) назван остров при входе в пролив Босфор Восточный.

### Другие корабли
- «Новик» — бронепалубный крейсер
- «Новик» — эскадренный миноносец, головной в серии кораблей типа «Новик»
- «Новик» — был заложен как сторожевой корабль проекта 12441, позже достраивался как опытовый и учебный корабль по проекту 12441У (с 2001 года переименован в «Бородино»), с 2014 года заказ отменён, с 2016 года утилизируется при готовности 45 %.
- «Новик» — название разработанных в ПКБ «Алмаз» патрульных кораблей проекта 22160.